# 엘리자베스시티 주립 대학교
엘리자베스시티 주립 대학교(영어: Elizabeth City State University)는 미국 노스캐롤라이나주 엘리자베스시티에 있는 공립 대학이다. 노스캐롤라이나 대학교 가운데 한 곳으로 과거 흑인 대학이었다.

## 역사
1891년 3월 3일 노스캐롤라이나주 의회에서 노스캐롤라이나주의 공립 학교에서 유색 인종 학생들을 가르칠 교사들을 기르고자 2년제 엘리자베스시티 유색 인종 사범학교(State Colored Normal School at Elizabeth City)를 세웠다. 1937년에 4년제로 승격돼 엘리자베스시티 주립 사범대학(Elizabeth City State Teachers College)이 됐고 교장들의 교육도 담당하기 시작했다. 1939년에 처음으로 초등교육과정에서 이학 학사 학위를 수여했다. 1963년에 엘리자베스시티 주립 칼리지(Elizabeth City State College)가 됐으며 1969년에 엘리자베스시티 주립 대학교로 확대 개편돼 대학원 과정도 설치했다. 1972년에 노스캐롤라이나 대학교의 출범과 함께 노스캐롤라이나 대학교를 구성하는 대학이 됐다.

## 운동부
엘리자베스시티 주립 대학교의 운동부는 '바이킹스(Vikings)'로 전미 대학 체육 협회의 디비전 Ⅱ에 속한다.